# Śmierć Marii (obraz Caravaggia)
Śmierć Marii (lub Zaśnięcie Marii) – obraz namalowany w 1601 przez włoskiego artystę barokowego Caravaggia. Dzieło powstało na zlecenie karmelitów bosych, którym papież Klemens VIII przydzielił nowo powstały kościół Santa Maria della Scala in Trastevere.

## Tematyka
Caravaggio, malując swój obraz, oparł się na apokryficznej opowieści zawartej w tzw. Złotej legendzie. Według niej, w dniu śmierci Marii apostołowie rozproszeni po świecie, w cudowny sposób stanęli u jej łoża śmierci w Jerozolimie i byli obecni przy jej pogrzebie.
Obraz ukazuje 11 uczniów zebranych wokół zmarłej przed chwilą Marii, której ciało zostało przykryte brązowym płaszczem.
Scena rozgrywa się w pustym pomieszczeniu z łóżkiem, krzesłem i misą. Jedyną ozdobą tego otoczenia jest czerwona zasłona, przewieszona przez belkę pod sufitem. Matka Boska ma na sobie suknię ubogiej kobiety z Zatybrza, leży na prostym drewnianym łożu. Niekonwencjonalna, odważna czerwień sukni koresponduje z czerwoną zasłoną pod sufitem, której fałdy nawiązują z kolei do draperii brązowego płaszcza przykrywającego ciało. Światło padające z lewej strony oświetla twarze zebranych, koncentrując się na postaci zmarłej Marii.

## Wydźwięk dzieła
Magdalena przypomina o kobietach, którymi opiekował się kościół Santa Maria della Scala. Całość nastrojem przypomina skromny pogrzeb, jaki mógłby się odbyć na otaczającym kościół Zatybrzu.
Zleceniodawcy nigdy nie zakupili obrazu. Uznali go za rozwiązły, niestosowny, a całość przedstawienia za zbyt szorstką i ubogą. Ciało zmarłej wyglądało tak, jakby śmierć przyszła po chorobie. Na pierwszym planie widoczna jest misa z octem przygotowana do umycia ciała, co było sprzeczne z ideą zmartwychwstania. Ponadto do namalowania postaci Magdaleny pozowała prostytutka. Obraz uznano za bluźnierczy. Karmelitów irytował zapewne również fakt, że obraz wzbudził ogromne zainteresowanie w środowisku artystycznym. Obraz za radą Petera Paula Rubensa został zakupiony dla kolekcji Wincentego Gonzagi, księcia Mantui. W 1628 roku został pozyskany przez króla Karola I, po jego śmierci trafił do kolekcji paryskiego bankiera Jabacha. Ostatecznie w 1671 roku, za sprawą Ludwika XIV trafił do Luwru.